# رنه اسپارنبرگ
رنه اسپارنبرگ (هلندی: René Sparenberg; ۳ دسامبر ۱۹۱۸ – ۱ ژوئیهٔ ۲۰۱۳) بازیکن هاکی روی چمن اهل هلند بود.